# Familiengruft des Landgrafen Friedrich August von Hessen
Die Familiengruft des Landgrafen Friedrich August von Hessen (1759–1808) ist ein denkmalgeschütztes Bauwerk in Griesheim.

## Geschichte und Beschreibung
Das in klassizistischen Formen errichtete Denkmal stammt aus dem Jahre 1809. Bauherrin des Denkmals war die bürgerliche Gattin des Prinzen, Karoline von Friedrich, geborene Seitz (1768–1812). Einziger Bestatteter ist ihr Sohn Freiherr Ferdinand August von Friedrich.
Auf der flachgedeckten und zur Hälfte im Erdreich eingegrabenen Gruft erhebt sich ein Sandsteindenkmal. An der Frontseite des Denkmals befinden sich zwei halbplastische Engel, die über einer blockartig herausgearbeiteten Schrifttafel lehnen. Zwei vollplastische Löwen liegen vor dem Denkmal und schauen in entgegengesetzte Richtungen.

## Denkmalschutz
Aus architektonischen, baukünstlerischen, stadtgeschichtlichen und landesgeschichtlichen Gründen steht die Familiengruft des Prinzen Friedrich August, Landgraf von Hessen unter Denkmalschutz.

## Familiengeschichtlicher Hintergrund
Friedrich Georg August Prinz von Hessen-Darmstadt (* 21. Juli 1759 in Darmstadt; † 19. Mai 1808 in Groß-Gerau) war ein Sohn von Georg Wilhelm von Hessen-Darmstadt. Er schlug die Militärlaufbahn ein und wurde 1767 Lieutenant in der hessischen Leibgarde, 1769 Major, 1776 Hauptmann im Kurhannover. Gardegrenadierregiment (1783 als Oberst ausgeschieden) und zuletzt 1783 Oberst im Königlich Französischen Infanterie-Regiment Nr. 101 Royal Nassau-Saarbrücken.
Am 4. September 1788 heiratete er in Griesheim die Bürgerliche Karoline Luise Salome Seitz (* 24. Juni 1768 in Darmstadt; † 20. Juni 1812 ebenda). In einer solchen morganatischen Ehe erhielten die Kinder nicht die Vorrechte des ranghöheren Ehemannes, sondern die niedere Stellung der Ehefrau. Daher nobilitierte der Landgraf die Ehefrau zur „Frau von Friedrich“. Der gemeinsame Sohn trug entsprechend nicht den Namen und Titel eines hessischen Prinzen, sondern den eines „Freiherrn von Friedrich“.
Ferdinand August Freiherr von Friedrich (1800–1879) wurde großherzoglich hessischer Kammerherr.